# Bruxelas (queijo)
O queijo Bruxelas ou Brusselse Kaas, é feito de leite de vaca e é considerado um queijo de mesa geralmente comido puro ou em sanduíches. Tem textura macia, com sabor cítrico, forte e salgado. Geralmente é lavado e maturado por um período de no mínimo três meses, daí é cortado em círculos ou cilindros.